# Rodrigo Amaral
Rodrigo Nahuel Amaral Pereira (sinh ngày 25 tháng 3 năm 1997) là cầu thủ bóng đá người Uruguay chơi cho Free Agent.

## Danh hiệu
Nacional
Vô địch
- Uruguayan Primera División: 2014–15, 2016[2]

## Sự nghiệp quốc tế
- Giải vô địch bóng đá trẻ Nam Mỹ: 2017[3]